# Sudba
Sudba (russisk: Судьба) er en sovjetisk spillefilm fra 1977 af Jevgenij Matvejev.

## Medvirkende
- Jevgenij Matvejev som Zakhar Derjugin
- Olga Ostroumova som Manja
- Zinaida Kirijenko som Jefrosinja
- Jurij Jakovlev som Tikhon
- Valerija Zaklunna som Katerina